# Luehea speciosa
Luehea speciosa es una especie de árboles caducifolios,   perteneciente a la familia Malvaceae. Se encuentra en América.

## Descripción
Son árboles que alcanzan un tamaño de 5–35 m de alto; las ramas jóvenes y las ramas florales con indumento rojo-dorado, una mezcla de tricomas dendroides, cortamente estrellados. Las hojas oblongo-obovadas (oblongo-ovadas), de 9.5–22 cm de largo y 5.5–14 cm de ancho, el ápice cortamente acuminado, la base redondeada, obtusa o subcordada, generalmente asimétrica, el margen serrado por lo menos distalmente, haz con dispersos tricomas estrellados hasta glabrescente, envés con indumento blanquecino de tricomas estrellados de brazos largos sobre una capa inferior de tricomas aracnoides, nervios laterales 4–7 pares, par basal extendiéndose 3/4 la longitud de la hoja; pecíolos 0.7–1.1 cm de largo, indumento rojizo, densa y caducamente dendroide y estrellado con brazos cortos sobre una capa furfurácea persistente.
La inflorescencia con 1 o 2 flores hasta muchas, con bractéolas involucrales 9–10, 17–22 (–25) mm de largo, libres hasta la base, los pétalos ampliamente espatulados, de 30–38 mm de largo y 12–20 mm de ancho, glabros excepto por la base cortamente blanco-vellosa, blancos; estaminodios 8–9 mm de largo, connados 1/4–2/3 de su longitud, estambres 15–20 mm de largo, connados muy en la base; ovario no lobado o muy levemente lobado. Los frutos son elípticos, 25–45 mm de largo y 15–23 mm de ancho, algunas veces sólo ligeramente angulados, no sulcados, dehiscencia apical ca 1/2 de su longitud, con tricomas estrellados rojizos de brazos cortos y largos y furfuráceos.

## Distribución y hábitat
Es común en los bosques alterados y otras áreas perturbadas, desde el centro de México hasta el norte de Sudamérica y en las Antillas. 

## Observaciones
El complejo de la especie L. speciosa, debido a su variabilidad ha sorprendido a los científicos por muchas años. Hasta 16 epítetos han sido aplicados a variantes del grupo, poniendo mucho énfasis en la forma de los pétalos, la cual varía ampliamente dentro del complejo. Es conveniente ahora dividir el grupo en 3 especies: L. speciosa; L. grandiflora Mart. (sur de Brasil); y L. tomentella Rusby (Bolivia). L. grandiflora puede ser distinguida de las otras dos especies por sus estaminodios connados en casi toda su longitud formando sólo una franja en el extremo superior de la falange. L. tomentella se diferencia de L. speciosa por la base de sus hojas más aguda.

## Taxonomía
Luehea speciosa fue descrita por Carl Ludwig Willdenow y publicado en  Der Gesellsschaft Naturforschender Freunde zu Berlin, neue Schriften 3: 410, t. 5, en el año 1801.
Sinonimia
| - Apeiba ulmifolia Kunth - Brotera maritima Vell. - Cedrela alternifolia (Mill.) Steud. - Cedrus alternifolia Mill. - Luehea alternifolia (Mill.) Mabb. | - Luehea ferruginea Turcz. - Luehea rufescens Benth. - Luehea tarapotina J.F.Macbr. - Swietenia alternifolia (Mill.) Steud. |